# Fulton (Kansas)
Fulton es una ciudad ubicada en el condado de Bourbon, Kansas, Estados Unidos. Según el censo de 2020, tiene una población de 165 habitantes.

## Geografía
La localidad está ubicada en las coordenadas 38°0′35″N 94°43′11″O / 38.00972, -94.71972 (38.009842, -94.719734).

## Demografía
Según la Oficina del Censo, en 2000 los ingresos medios de los hogares de la localidad eran de $26,094 y los ingresos medios de las familias eran de $41,071. Los hombres tenían unos ingresos medios de $29,375 frente a l$25,000 para las mujeres. Los ingresos per cápita para la localidad eran de $15,070. Alrededor del 11.8% de la población estaba por debajo del umbral de pobreza.
De acuerdo con la estimación 2015-2019 de la Oficina del Censo, los ingresos medios de los hogares de la localidad son de $46,875 y los ingresos medios de las familias son de $58,750. Alrededor del 5.4% de la población está por debajo del umbral de pobreza.